# أديسوا (فلم)
أديسوا (بالإنجليزية: Adesuwa) هو فيلم خيال تاريخي نيجيري صدر سنة 2012، وهُو من إنتاج وإخراج لانسلوت أودا إيماسوين. الفيلم من بطولة أولو جاكوبس وبوب مانويل أودوكو وكوفي أدجورلولو. كان من المقرر عرض الفيلم في دور العرض وقاعات السينما في جميع أنحاء نيجيريا في 4 مايو 2012، ولكن نظرًا لخلافات حول الملكية بين المُخرج والمُنتج التنفيذي، صدر الفيلم على شكل قرص دي في دي (DVD). صُورت مشاهد الفيلم بالكامل في مدينة بنين بولاية إيدو في نيجيريا.
تلقى فيلم أديسوا 10 ترشيحات في حفل توزيع جوائز الأكاديمية الأفريقية للأفلام الثامن، وفاز خلالها بثلاث جوائز هي : جائزة أفضل تصميم أزياء، وجائزة أفضل مُؤثرات بصرية، وجائزة أفضل فيلم نيجيري.

## طاقم التمثيل
- أولو جاكوبس.
- بوب مانويل أودوكو.
- كوفي أدجورلولو.
- نغوزي إزيونو.
- كليف إيغبينوفيا.
- إيبوسا أولاي.

## الاستقبال النقدي
حصل الفيلم على موقع (بالإنجليزية: Nollywood Reinvented) على تقييم 49٪.

## روابط خارجية
مقالات تستعمل روابط فنية بلا صلة مع ويكي بيانات